# BNXT League 2023-2024
La BNXT League 2023-2024 è stata la 3ª edizione della BNXT League, la combinazione dei principali campionati di pallacanestro di Belgio e dei Paesi Bassi.

## Squadre partecipanti
Prtecipano sempre 20 squadre. Rispetto alla stagione precedente solo l'Apollo Amsterdam non è riuscito ad ottenere una licenza e il posto vacante è stato preso dalla squadra belga dei Kortrijk Spurs.

## Regular season

### Paesi Bassi
Aggiornata al 2 aprile 2023.
| Pos. | Squadra          | G  | V  | P  | PF   | PS   | Dif  | P.ti | SD  |                              |
| ---- | ---------------- | -- | -- | -- | ---- | ---- | ---- | ---- | --- | ---------------------------- |
| 1.   | Heroes Den Bosch | 16 | 15 | 1  | 1323 | 1084 | +239 | 31   |     | Qualificate all'Elite Gold   |
| 2.   | Leida            | 16 | 12 | 4  | 1255 | 1131 | +124 | 28   |     | Qualificate all'Elite Gold   |
| 3.   | Landst. Hammers  | 16 | 11 | 5  | 1236 | 1082 | +154 | 27   |     | Qualificate all'Elite Gold   |
| 4.   | Donar Groningen  | 16 | 8  | 8  | 1133 | 1086 | +47  | 24   | +2  | Qualificate all'Elite Gold   |
| 5.   | BAL              | 16 | 8  | 8  | 1131 | 1148 | -17  | 24   | -2  | Qualificate all'Elite Gold   |
| 6.   | Feyenoord        | 16 | 6  | 10 | 1163 | 1285 | -122 | 22   |     | Qualificate all'Elite Silver |
| 7.   | Aris Leeuwarden  | 16 | 4  | 12 | 1210 | 1315 | −105 | 20   | 3-1 | Qualificate all'Elite Silver |
| 8.   | Den Helder Suns  | 16 | 4  | 12 | 1054 | 1259 | −205 | 20   | 2-2 | Qualificate all'Elite Silver |
| 9.   | Yoast United     | 16 | 4  | 12 | 1186 | 1301 | −115 | 20   | 1-3 | Qualificate all'Elite Silver |

### Belgio
Aggiornata al 2 aprile 2022.
| Pos. | Squadra          | G  | V  | P   | PF   | PS   | Dif  | P.ti | SD  |                              |
| ---- | ---------------- | -- | -- | --- | ---- | ---- | ---- | ---- | --- | ---------------------------- |
| 1.   | Ostenda          | 20 | 18 | 2   | 1600 | 1414 | +186 | 38   |     | Qualificate all'Elite Gold   |
| 2.   | Anversa Giants   | 20 | 16 | 4   | 1655 | 1440 | +215 | 36   |     | Qualificate all'Elite Gold   |
| 3.   | Limburg United   | 20 | 14 | 6   | 1555 | 1440 | +115 | 34   |     | Qualificate all'Elite Gold   |
| 4.   | Liegi            | 20 | 12 | 8   | 1572 | 1567 | +5   | 32   |     | Qualificate all'Elite Gold   |
| 5.   | Spirou Charleroi | 20 | 11 | 9   | 1474 | 1504 | -30  | 31   |     | Qualificate all'Elite Gold   |
| 6.   | Brussels         | 20 | 10 | 10  | 1562 | 1535 | +27  | 30   |     | Qualificate all'Elite Silver |
| 7.   | Kang.s Mechelen  | 20 | 8  | 12  | 1506 | 1540 | -34  | 28   | +11 | Qualificate all'Elite Silver |
| 8.   | Kortrijk Spurs   | 20 | 8  | 12  | 1552 | 1623 | −71  | 28   | -11 | Qualificate all'Elite Silver |
| 9.   | Lovanio Bears    | 20 | 5  | 15  | 1483 | 1589 | −106 | 25   | 2-0 | Qualificate all'Elite Silver |
| 10.  | Mons-Hainaut     | 20 | 5  | 154 | 1479 | 1632 | -153 | 25   | 0-2 | Qualificate all'Elite Silver |
| 11.  | Okapi Aalstar    | 20 | 3  | 17  | 1516 | 1670 | −154 | 23   |     | Qualificate all'Elite Silver |

## Seconda fase
Le squadre mantengono i punti degli scontri diretti con i club della propria nazione.

### Elite Gold
Aggiornata al 2 aprile 2022.
| Pos. | Squadra          | G  | V  | P | PF   | PS   | Dif  | SD | P.ti |                              |
| ---- | ---------------- | -- | -- | - | ---- | ---- | ---- | -- | ---- | ---------------------------- |
| 1.   | Ostenda          | 10 | 10 | 0 | 2522 | 2108 | +414 | 39 |      | Qualificate ai play-off (BE) |
| 2.   | Heroes Den Bosch | 10 | 5  | 5 | 2428 | 2156 | +272 | 34 | +1   | Qualificata ai play-off (NL) |
| 3.   | Anversa Giants   | 10 | 6  | 4 | 2479 | 2159 | +320 | 34 | -1   | Qualificate ai play-off (BE) |
| 4.   | Leida            | 10 | 5  | 5 | 2270 | 2172 | +98  | 33 | 4-0  | Qualificate ai play-off (NL) |
| 5.   | Limburg United   | 10 | 6  | 4 | 2327 | 2182 | +145 | 33 | 2-2  | Qualificata ai play-off (BE) |
| 6.   | Spirou Charleroi | 10 | 7  | 3 | 2217 | 2207 | +10  | 33 | 0-4  | Qualificata ai play-off (BE) |
| 7.   | Liegi            | 10 | 6  | 4 | 2426 | 2350 | +76  | 32 |      | Qualificata ai play-off (BE) |
| 8.   | Landst. Hammers  | 10 | 1  | 9 | 2249 | 2164 | +85  | 28 | 2-0  | Qualificata ai play-off (NL) |
| 9.   | Donar Groningen  | 10 | 3  | 7 | 2182 | 2214 | -32  | 28 | 0-2  | Qualificata ai play-off (NL) |
| 10.  | BAL              | 10 | 1  | 9 | 2110 | 2324 | -214 | 26 |      | Qualificata ai play-off (NL) |

### Elite Silver
Aggiornata al 2 aprile 2022.
| Pos. | Squadra         | G  | V  | P  | PF   | PS   | Dif  | P.ti |                              |
| ---- | --------------- | -- | -- | -- | ---- | ---- | ---- | ---- | ---------------------------- |
| 1.   | Kang.s Mechelen | 12 | 10 | 2  | 2533 | 2446 | +87  | 36   | Qualificata ai play-off (BE) |
| 2.   | Mons-Hainaut    | 12 | 11 | 1  | 2533 | 2558 | -25  | 36   | Qualificata ai play-off (BE) |
| 3.   | Lovanio Bears   | 12 | 10 | 2  | 2457 | 2452 | +5   | 35   | Qualificata ai play-off (BE) |
| 4.   | Brussels        | 12 | 7  | 5  | 2529 | 2460 | +69  | 34   |                              |
| 5.   | Okapi Aalstar   | 12 | 8  | 4  | 2486 | 2536 | -50  | 32   |                              |
| 6.   | Kortrijk Spurs  | 12 | 4  | 8  | 2573 | 2611 | -38  | 30   |                              |
| 7.   | Aris Leeuwarden | 12 | 4  | 8  | 2464 | 2686 | -222 | 29   | Qualificata ai play-off (NL) |
| 8.   | Feyenoord       | 12 | 2  | 10 | 2390 | 2658 | -268 | 28   | Qualificata ai play-off (NL) |
| 9.   | Yoast United    | 12 | 3  | 9  | 2313 | 2585 | −272 | 28   | Qualificata ai play-off (NL) |
| 10.  | Den Helder Suns | 12 | 1  | 11 | 2131 | 2590 | -459 | 26   |                              |

## Campionato olandese
I quarti di finale sono disputate al meglio delle 3 gare con il format (1-1-1), mentre le semifinali e la finale vengono giocate alla meglio delle 5 gare con il format (1-1-1-1-1).

### Tabellone
|  | Quarti di finale | Quarti di finale | Quarti di finale |                 |   | Semifinali       | Semifinali | Semifinali |  |  | Finale | Finale | Finale |  |
|  |                  |                  |                  |                 |   |                  |            |            |  |  |        |        |        |  |
|  | 1                | Heroes Den Bosch | 2                |                 |   |                  |            |            |  |  |        |        |        |  |
|  | 1                | Heroes Den Bosch | 2                |                 |   |                  |            |            |  |  |        |        |        |  |
|  | 8                | Yoast United     | 0                |                 |   |                  |            |            |  |  |        |        |        |  |
|  | 8                | Yoast United     | 0                |                 | 1 | Heroes Den Bosch | 3          |            |  |  |        |        |        |  |
|  |                  |                  |                  |                 | 1 | Heroes Den Bosch | 3          |            |  |  |        |        |        |  |
|  |                  |                  | 4                | Donar Groningen | 2 |                  |            |            |  |  |        |        |        |  |
|  | 4                | Donar Groningen  | 4                | Donar Groningen | 2 | 2                |            |            |  |  |        |        |        |  |
|  | 4                | Donar Groningen  |                  |                 |   |                  |            |            |  |  |        |        |        |  |
|  | 5                | BAL              | 1                |                 |   |                  |            |            |  |  |        |        |        |  |
|  | 5                | BAL              | 1                |                 | 1 | Heroes Den Bosch | 1          |            |  |  |        |        |        |  |
|  |                  |                  |                  |                 |   |                  |            |            |  |  |        |        |        |  |
|  |                  |                  | 2                | Leida           | 3 |                  |            |            |  |  |        |        |        |  |
|  | 2                | Leida            | 2                | Leida           | 3 | 2                |            |            |  |  |        |        |        |  |
|  | 2                | Leida            |                  |                 |   |                  |            |            |  |  |        |        |        |  |
|  | 7                | Feyenoord        | 0                |                 |   |                  |            |            |  |  |        |        |        |  |
|  | 7                | Feyenoord        | 0                |                 | 2 | Leida            | 3          |            |  |  |        |        |        |  |
|  |                  |                  |                  |                 | 2 | Leida            | 3          |            |  |  |        |        |        |  |
|  |                  |                  | 3                | Landst. Hammers | 0 |                  |            |            |  |  |        |        |        |  |
|  | 3                | Landst. Hammers  | 3                | Landst. Hammers | 0 | 2                |            |            |  |  |        |        |        |  |
|  | 3                | Landst. Hammers  |                  |                 |   |                  |            |            |  |  |        |        |        |  |
|  | 6                | Aris Leeuwarden  | 0                |                 |   |                  |            |            |  |  |        |        |        |  |

### Verdetti
| FEB Eredivisie 2023-2024 |
| ------------------------ |
| Leida 6º titolo          |

- MVP:  Brock Gardner

### Squadra vincitrice
|    | Naz.                   | Ruolo | Sportivo             | Anno | Alt. | Peso |  |
| -- | ---------------------- | ----- | -------------------- | ---- | ---- | ---- |  |
| 2  | Paesi Bassi (bandiera) | P     | Maarten Bouwknecht   | 1994 | 187  |      |  |
| 3  | Stati Uniti (bandiera) | G     | Tajion Jones         | 1999 | 195  |      |  |
| 5  | Paesi Bassi (bandiera) | PG    | Marijn Ververs       | 1998 | 194  |      |  |
| 8  | Paesi Bassi (bandiera) | AP    | Liam Van der Schalie | 2003 | 194  |      |  |
| 9  | Paesi Bassi (bandiera) | G     | Stan van den Elzen   | 2000 | 198  |      |  |
| 10 | Paesi Bassi (bandiera) | AC    | Roeland Schaftenaar  | 1988 | 210  | 109  |  |
| 11 | Paesi Bassi (bandiera) | AP    | Duko Bos             | 2002 | 195  |      |  |
| 12 | Paesi Bassi (bandiera) | AG    | Jibbe Sicking        | 2004 | 204  |      |  |
| 13 | Paesi Bassi (bandiera) | AG    | Luuk van Bree        | 1996 | 206  | 102  |  |
| 17 | Paesi Bassi (bandiera) | AC    | Lucas Kruithof       | 2000 | 201  |      |  |
| 21 | Paesi Bassi (bandiera) | P     | Luuk van Zeil        | 2006 | 188  |      |  |
| 22 | Stati Uniti (bandiera) | A     | Brock Gardner        | 2003 | 201  |      |  |
| 45 | Stati Uniti (bandiera) | C     | Alex Gross           | 2000 | 208  | 113  |  |
|    | Germania (bandiera)    | ALL   | Doug Spradley        |      |      |      |  |

## Campionato belga
I quarti di finale sono disputate al meglio delle 3 gare con il format (1-1-1), mentre le semifinali e la finale vengono giocate alla meglio delle 5 gare con il format (1-1-1-1-1).

### Tabellone
|  | Quarti di finale | Quarti di finale | Quarti di finale |                |   | Semifinali     | Semifinali | Semifinali |  |  | Finale | Finale | Finale |  |
|  |                  |                  |                  |                |   |                |            |            |  |  |        |        |        |  |
|  | 1                | Ostenda          | 2                |                |   |                |            |            |  |  |        |        |        |  |
|  | 1                | Ostenda          | 2                |                |   |                |            |            |  |  |        |        |        |  |
|  | 8                | Lovanio Bears    | 0                |                |   |                |            |            |  |  |        |        |        |  |
|  | 8                | Lovanio Bears    | 0                |                | 1 | Ostenda        | 3          |            |  |  |        |        |        |  |
|  |                  |                  |                  |                | 1 | Ostenda        | 3          |            |  |  |        |        |        |  |
|  |                  |                  | 5                | Liegi          | 1 |                |            |            |  |  |        |        |        |  |
|  | 4                | Spirou Charleroi | 5                | Liegi          | 1 | 0              |            |            |  |  |        |        |        |  |
|  | 4                | Spirou Charleroi |                  |                |   |                |            |            |  |  |        |        |        |  |
|  | 5                | Liegi            | 2                |                |   |                |            |            |  |  |        |        |        |  |
|  | 5                | Liegi            | 2                |                | 1 | Ostenda        | 3          |            |  |  |        |        |        |  |
|  |                  |                  |                  |                |   |                |            |            |  |  |        |        |        |  |
|  |                  |                  | 2                | Anversa Giants | 1 |                |            |            |  |  |        |        |        |  |
|  | 2                | Anversa Giants   | 2                | Anversa Giants | 1 | 2              |            |            |  |  |        |        |        |  |
|  | 2                | Anversa Giants   |                  |                |   |                |            |            |  |  |        |        |        |  |
|  | 7                | Mons-Hainaut     | 0                |                |   |                |            |            |  |  |        |        |        |  |
|  | 7                | Mons-Hainaut     | 0                |                | 2 | Anversa Giants | 3          |            |  |  |        |        |        |  |
|  |                  |                  |                  |                | 2 | Anversa Giants | 3          |            |  |  |        |        |        |  |
|  |                  |                  | 3                | Limburg United | 2 |                |            |            |  |  |        |        |        |  |
|  | 3                | Limburg United   | 3                | Limburg United | 2 | 2              |            |            |  |  |        |        |        |  |
|  | 3                | Limburg United   |                  |                |   |                |            |            |  |  |        |        |        |  |
|  | 6                | Kang.s Mechelen  | 1                |                |   |                |            |            |  |  |        |        |        |  |

### Verdetti
| Pro Basketball League 2023-2024 |
| ------------------------------- |
| Ostenda 25º titolo              |

- MVP:  Damien Jefferson

### Squadra vincitrice
|    | Naz.                   | Ruolo | Sportivo                | Anno | Alt. | Peso |  |
| -- | ---------------------- | ----- | ----------------------- | ---- | ---- | ---- |  |
| 4  | Belgio (bandiera)      | G     | Simon Buysse            | 1997 | 194  | 84   |  |
| 7  | Belgio (bandiera)      | G     | Corentin Efono          | 2006 | 190  |      |  |
| 8  | Belgio (bandiera)      | AP    | Joppe Mennes            | 2003 | 197  | 77   |  |
| 9  | Belgio (bandiera)      | P     | Sam Van Rossom          | 1986 | 188  | 88   |  |
| 11 | Belgio (bandiera)      | G     | Jean Salumu             | 1990 | 192  | 88   |  |
| 13 | Estonia (bandiera)     | C     | Matthias Tass           | 1999 | 208  | 111  |  |
| 14 | Belgio (bandiera)      | AG    | Servaas Buysschaert     | 1999 | 204  | 100  |  |
| 16 | Belgio (bandiera)      | C     | Haris Bratanovic        | 2001 | 209  | 110  |  |
| 17 | Belgio (bandiera)      | AG    | Xander Pintelon         | 2003 | 208  | 81   |  |
| 18 | Belgio (bandiera)      | P     | Matteo Verstraete       | 2003 | 194  | 82   |  |
| 23 | Stati Uniti (bandiera) | AP    | Damien Jefferson        | 1997 | 196  | 100  |  |
| 30 | Belgio (bandiera)      | AG    | Pierre-Antoine Gillet   | 1991 | 206  | 105  |  |
| 35 | Belgio (bandiera)      | C     | Thibaut Tshienda-Baloji | 2004 | 207  |      |  |
| 44 | Stati Uniti (bandiera) | G     | Khalil Ahmad            | 1996 | 193  | 84   |  |
|    | Belgio (bandiera)      | ALL   | Dario Gjergja           |      |      |      |  |

## BNXT finale
La finale della BNXT League verrà giocata tra la vincitrice dei play-off nazionali. La finale si giocherà al meglio delle tre partite.
La squadra con la miglior posizione in classifica gioca con il fattore campo.

### Tabellone
|  | Finale |         |         |    |    |  |
|  |        |         |         |    |    |  |
|  | 1      | Ostenda | Ostenda | 85 | 79 |  |
|  | 4      | Leida   | Leida   | 58 | 66 |  |

## Squadra vincitrice
|    | Naz.                   | Ruolo | Sportivo                | Anno | Alt. | Peso |  |
| -- | ---------------------- | ----- | ----------------------- | ---- | ---- | ---- |  |
| 4  | Belgio (bandiera)      | G     | Simon Buysse            | 1997 | 194  | 84   |  |
| 7  | Belgio (bandiera)      | G     | Corentin Efono          | 2006 | 190  |      |  |
| 8  | Belgio (bandiera)      | AP    | Joppe Mennes            | 2003 | 197  | 77   |  |
| 9  | Belgio (bandiera)      | P     | Sam Van Rossom          | 1986 | 188  | 88   |  |
| 11 | Belgio (bandiera)      | G     | Jean Salumu             | 1990 | 192  | 88   |  |
| 13 | Estonia (bandiera)     | C     | Matthias Tass           | 1999 | 208  | 111  |  |
| 14 | Belgio (bandiera)      | AG    | Servaas Buysschaert     | 1999 | 204  | 100  |  |
| 16 | Belgio (bandiera)      | C     | Haris Bratanovic        | 2001 | 209  | 110  |  |
| 17 | Belgio (bandiera)      | AG    | Xander Pintelon         | 2003 | 208  | 81   |  |
| 18 | Belgio (bandiera)      | P     | Matteo Verstraete       | 2003 | 194  | 82   |  |
| 23 | Stati Uniti (bandiera) | AP    | Damien Jefferson        | 1997 | 196  | 100  |  |
| 30 | Belgio (bandiera)      | AG    | Pierre-Antoine Gillet   | 1991 | 206  | 105  |  |
| 35 | Belgio (bandiera)      | C     | Thibaut Tshienda-Baloji | 2004 | 207  |      |  |
| 44 | Stati Uniti (bandiera) | G     | Khalil Ahmad            | 1996 | 193  | 84   |  |
|    | Belgio (bandiera)      | ALL   | Dario Gjergja           |      |      |      |  |

## Premi

### Riconoscimenti individuali
| Riconoscimento                   | Giocatore             | Squadra        |
| -------------------------------- | --------------------- | -------------- |
| MVP                              | Damien Jefferson      | Ostenda        |
| MVP finali                       | Damien Jefferson      | Ostenda        |
| MVP finali (Belgio)              | Damien Jefferson      | Ostenda        |
| MVP finali (Paesi Bassi)         | Brock Gardner         | Leida          |
| Player of the Year (Paesi Bassi) | Marijn Ververs        | Leida          |
| Player of the Year (Belgio)      | Pierre-Antoine Gillet | Ostenda        |
| Rising Star (Paesi Bassi)        | Jibbe Sicking         | Leida          |
| Rising Star (Belgio)             | Jo Van Buggenhout     | Anversa Giants |
| Miglior sesto uomo               | Nikola Jovanović      | Anversa Giants |
| Miglior difensore                | Osun Osunniyi         | Limburg United |
| Miglior allenatore (Paesi Bassi) | Radenko Varagić       | Limburg United |
| Miglior allenatore (Belgio)      | / Dario Gjergja       | Ostenda        |

### Quintetto ideale
- Miglior quintetto:
P: Ángel Rodríguez ( Liegi)
G: Rasir Bolton ( Anversa Giants)
AP: Damien Jefferson ( Ostenda)
AG: Pierre-Antoine Gillet ( Ostenda)
C: Nikola Jovanović ( Anversa Giants)